# Call of Duty: Modern Warfare 3
Call of Duty: Modern Warfare 3 è un videogioco del genere sparatutto in prima persona, sviluppato da Infinity Ward, Sledgehammer Games, Raven Software e per la versione Wii da Treyarch, pubblicato da Activision nel 2011. Il videogioco è l'ottavo capitolo della serie Call of Duty e terzo e ultimo capitolo della serie Modern Warfare, e la trama riprende dagli avvenimenti di Call of Duty: Modern Warfare 2.

## Trama
Subito dopo gli eventi del gioco precedente, Soap viene estratto in un rifugio russo lealista nell'Himachal Pradesh insieme a Price e Nikolai. Le forze di Makarov arrivano però poco dopo, spingendo i membri della Task Force 141, ormai sciolta, a fuggire con l'assistenza di Yuri, uno dei soci di Nikolai che condivide il rancore per Makarov.
Nel frattempo, una squadra di quattro uomini della Delta Force, nome in codice "Metal", assiste le forze statunitensi nella difesa di New York, attualmente assediata dalle truppe russe. Metal distrugge un disturbatore radio e ristabilisce la supremazia della USAF. In seguito, i due fanno irruzione in un sottomarino di classe Oscar II e usano il suo carico di missili per distruggere la marina russa nella baia di New York, permettendo agli statunitensi di contrattaccare: la Russia ritira quindi le sue forze dalla costa orientale statunitense.
Tre mesi dopo, il presidente russo Boris Vorševskij vola a partecipare ai colloqui di pace con gli Stati Uniti ad Amburgo. La milizia di Makarov tende però un'imboscata all'aereo e uccidono la maggior parte del gabinetto, costringendo l'aereo a un atterraggio d'emergenza. Makarov esige che il Presidente ceda i codici di lancio nucleare della Russia, minacciando la vita della figlia se non lo farà; ordina poi di inviare bombe chimiche dalla Sierra Leone a diverse capitali e basi militari affiliate alla NATO. Lo Special Air Service individua una spedizione in arrivo a Londra, ma la bomba esplode comunque nonostante i loro sforzi. Con le forze di difesa paralizzate dagli attacchi, le forze di terra russe (ora sotto il controllo di Makarov) lanciano un'invasione sul continente europeo.
Mentre l'esercito americano coordina gli sforzi per respingere l'invasione dell'Europa, la squadra di Price acquisisce una pista da MacMillan secondo cui Volk, amministratore delegato delle industrie Fregata, è responsabile della costruzione delle bombe. Price acquisisce la posizione di Volk dal suo contatto somalo prima di ucciderlo e trasmette l'informazione a Metal, che viene inviato a catturare Volk a Parigi con l'assistenza del GIGN. Volk rivela che Makarov si sta incontrando con i suoi soci a Praga; l'incontro però si rivela una trappola e il sergente Kamarov, un lealista russo e stretto contatto con Price, viene ucciso da Makarov, che si rivolge a Yuri come "[suo] amico". Nello scontro che ne segue, Soap subisce un grave trauma da caduta che causa la riapertura della ferita da coltello e muore per dissanguamento poco dopo aver rivelato l'alleanza tra Makarov e Yuri.
Price interroga Yuri puntandogli la pistola, chiedendogli informazioni sul suo passato con Makarov. Yuri rivela di essere stato presente a Pripyat durante il tentato assassinio di Zakhaev e di essersi disilluso dalla causa ultranazionalista dopo la detonazione nucleare in Medio Oriente. Spiega poi di aver cercato di sventare il massacro all'aeroporto internazionale di Zakhaev, ma di essere stato ferito gravemente da Makarov e successivamente salvato dalla sicurezza dell'aeroporto. Price collabora a malincuore con Yuri e, con l'ulteriore aiuto di MacMillan, i due si infiltrano nella base del castello di Makarov per acquisire informazioni sulla sua posizione.
Price scopre che la figlia del presidente russo, Alena, si nasconde a Berlino. La squadra Metal trasmette le informazioni e collabora con la Bundeswehr tedesca per raggiungerla, ma le forze di Makarov li precede e la cattura. Metal rintraccia Alena in una miniera di diamanti in Siberia e lancia una missione di salvataggio insieme a Yuri e Price. Sebbene la missione di salvataggio riesca, i Metal si sacrificano mentre la miniera crolla. Con il Presidente in salvo, la Russia e gli Stati Uniti dichiarano un cessate il fuoco immediato, ponendo fine alla guerra in Europa e all'estero e costringendo Makarov a nascondersi.
Tre mesi dopo, nel 2017, Price e Yuri rintracciano Makarov in un albergo di Dubai. Superando un'accanita resistenza, Price e Yuri mettono Makarov alle strette sul tetto dell'hotel. Sebbene Makarov abbia la meglio, Yuri interviene ma viene ucciso, permettendo a Price di strangolare il distratto Makarov, appendendolo a un cavo d'acciaio. Soddisfatto, Price si fuma un sigaro aspettando che i primi soccorritori raggiungano l'hotel.

## Modalità di gioco
È stato rivelato che oltre al multiplayer sarà presente anche la modalità Spec Ops (Operazioni Speciali), in cui si potranno affrontare ondate di nemici con un vero e proprio "ranking system"; è stato anche reso noto che, pagando una quota mensile, si potrà usufruire di "Call of Duty Elite Plus" (sarà presente anche una versione non a pagamento che offrirà però meno servizi), avendo la possibilità di usufruire di contenuti extra come pacchetti mappe e tornei con premi in denaro. Robert Bowling, creative director di Infinity Ward, ha dichiarato che sulla versione per PC ritornano i server dedicati; la modalità zombie non sarà presente, in quanto non fa parte dello stile di Modern Warfare. Riguardo invece alla modalità multiplayer in sé è stato reso disponibile un trailer della nuova modalità cooperativa e dell'acclamata modalità online. Inoltre, durante un'intervista a Robert Bowling, è stato rivelato che ritornerà la modalità 1 contro 1, già presente nella modalità on-line di Call of Duty 4: Modern Warfare. Un trailer multiplayer del gioco è stato reso disponibile il 3 settembre 2011 in occasione del CoD.
Per quanto riguarda il gameplay nudo e crudo, non sono state apportate particolari modifiche nel comparto multiplayer, è stata però aggiunta una nuova modalità definita "Kill Confirmed" (ossia "Uccisione confermata"), molto simile ad un deathmatch a squadre tranne per il fatto che per guadagnare l'uccisione sarà necessario raccogliere la piastrina del nemico ucciso. Nella personalizzazione delle classi figurerà una nuova voce denominata "Weapon Proficiency" (ovvero "Specializzazione dell'arma") che si presenta come un perk aggiuntivo che permette di ottenere, ad esempio, meno rinculo o un secondo accessorio. Agli equipaggiamenti già presenti nei precedenti Modern Warfare si aggiungono la granata EMP, in grado di mettere fuori uso gli equipaggiamenti nemici, la Bouncing Betty, una mina saltante usata in Call of Duty: World at War, il System Trophy, una torretta in grado di neutralizzare granate e razzi, e il mirino ibrido, un mirino che può essere modificato da ACOG a punto rosso a piacimento durante il combattimento.
Nella personalizzazione delle proprie classi sono presenti 15 specialità e, conseguiti determinati obiettivi, è possibile sbloccare la versione Pro della stessa classe. Sono inoltre presenti 3 tipi di pacchetti per le serie di uccisioni: ogni pacchetto per le serie di uccisioni offre differenti bonus. Per ogni pacchetto è possibile attivare solo 3 bonus. A fianco delle ricompense uccisioni Assalto (che includono le più classiche delle ricompense offensive come missili Predator o raid aerei) troviamo il pacchetto Supporto, consistente in ricompense come torrette robot o droni di ricognizione radiocomandati, in cui la serie non si azzera mai quando si muore, permettendo ai giocatori che muoiano spesso di godere di grandi soddisfazioni. Infine il pacchetto Specialista consiste non in ricompense vere e proprie ma in perk aggiuntivi, ottenuti a 2, 4 e 6 uccisioni di fila, dopo 8 uccisioni senza morire si guadagna il bonus specialista che attiva tutti i perk mancanti. In ogni caso, qualsiasi sia il pacchetto selezionato, dopo aver fatto 25 uccisioni senza morire il giocatore può chiamare una M.O.A.B., la quale uccide tutti i nemici. Le armi sono divise in due categorie: armi primarie e armi secondarie. Queste due sezioni si dividono in altrettante parti secondo la tipologia dell'arma.
Nella modalità Multigiocatore sono presenti vari easter egg: ad esempio in ogni mappa è nascosto un orsacchiotto, talvolta mentre impugna due pistole dorate.

## Doppiaggio
| Personaggio           | Doppiatore originale  | Doppiatore italiano |
| --------------------- | --------------------- | ------------------- |
| John Price            | Billy Murray          | Diego Sabre         |
| John "Soap" MacTavish | Kevin McKidd          | Oliviero Corbetta   |
| Yuri                  | Brian Bloom           | Luca Sandri         |
| Sandman               | William Fichtner      | Claudio Ridolfo     |
| Grinch                | Timothy Olyphant      | Valerio Amoruso     |
| Truck                 | Idris Elba            | Diego Baldoin       |
| Overlord              | Bruce Greenwood       | Gabriele Calindri   |
| Sabre                 | Jean-Michel Richaud   | Matteo Zanotti      |
| Vladimir Makarov      | Roman Varshavsky      | Gabriele Calindri   |
| Volk                  | Corey Webber          | Leonardo Gajo       |
| Nikolai               | Robin Atkin Downes    | Francesco Mei       |
| Kamarov               | Mark Ivanir           | Stefano Albertini   |
| Wallcroft             | Craig Fairbass        | Andrea Bolognini    |
| Griffen               | Michael Cudlitz       | Andrea Failla       |
| MacMillan             | Tony Curran           | Stefano Albertini   |
| Boris Vorshevsky      | David Anthony Pizzuto | Marco Balzarotti    |
| Alena Vorshevsky      | Anna Graves           | Jenny De Cesarei    |
| Leonid Pudovkin       | Boris Kievsky         | Gianluca Iacono     |
| Waraabe               | Emerson Brooks        | Alessandro Zurla    |
| Presidente USA        | Paul Eiding           | Matteo Zanotti      |
| Valkyrie 2-6          | Vanessa Ferlito       | Elisabetta Cesone   |
| Carter                | Abe McCormack         | Alberto Olivero     |
| Grizzly               | Troy Baker            | Maurizio Merluzzo   |
| SEAL Leader           | James C. Burns        | Francesco Mei       |
| Rhino 1               | Jeffrey Pierce        | Davide Albano       |
| Rhino 2               | Liam O'Brien          | Davide Capostagno   |

Personaggi minori: Renato Novara, Alessandro Testa, Alberto Sette, Dimitri Winter, Matteo Brusamonti, Davide Albano, Stefano Pozzi, Luca Semeraro, Marco Balbi, Maurizio Merluzzo, Matteo Zanotti, Stefano Albertini, Alessandro Germano, Marco Benedetti, Francesco Mei.

## Contenuti scaricabili gratuiti
| Mappe offline     | Mappe Multiplayer | Data pubblicazione Xbox 360 | Data pubblicazione PlayStation 3 | Data pubblicazione PC |
| Aground & Erosion | -                 | 16 maggio 2012              | 15 giugno 2012                   | 21 giugno 2012        |
| -                 | Terminal          | 18 luglio 2012              | 17 agosto 2012                   | 17 agosto 2012        |

## Sviluppo
Le prime voci sullo sviluppo di Call of Duty: Modern Warfare 3 sono iniziate a circolare su internet due settimane dopo l'uscita di Call of Duty: Modern Warfare 2. A causa di una disputa legale tra la Activision e i due ex co-esecutivi di Infinity Ward, Sledgehammer Games ha assistito Infinity Ward nello sviluppo della campagna giocatore singolo mentre Raven Software si è occupato dello sviluppo del multiplayer.
Il primo trailer ufficiale è stato reso disponibile nella notte del 23 maggio 2011. Activision ha confermato, tramite la pubblicazione di poster pubblicitari, l'uscita ufficiale avvenuta l'8 novembre 2011.

## Accoglienza
Il gioco, in America del Nord e nel Regno Unito, ha raggiunto le 20,5 milioni di unità vendute solo nelle prime ventiquattr'ore, generando incassi per circa 400 milioni di dollari e stabilendo così un nuovo record per la serie (battendo quello precedentemente raggiunto da Modern Warfare 2 nel 2009 e da Black Ops nel 2010), mentre dopo cinque giorni aveva già incassato 775 milioni di dollari.
In aggiunta al record sopra citato va segnalato un ulteriore primato di vendita: il gioco ha raggiunto l'incasso di un miliardo di dollari in soli sedici giorni, battendo il precedente record di incasso (del suo primo miliardo) stabilito dal film Avatar in diciotto giorni. Il gioco è diventato anche un fenomeno di costume e su YouTube sono presenti molte recensioni. Nei primi cinque mesi ha superato il record di gioco più venduto al mondo conferito a Black Ops, ovvero di 650 milioni di dollari d'incasso.
La rivista Play Generation diede alla versione per PlayStation 3 un punteggio di 96/100, apprezzando la Campagna spettacolare e intensa, le tantissime opzioni multiplayer, la grafica e il doppiaggio e come contro la Campagna davvero molto breve e l'intelligenza artificiale in alcuni casi inadeguata, finendo per trovarlo il miglior sparatutto su PS3, ricchissimo di modalità e tecnicamente superbo, chi amava il genere non poteva perderlo.